# Barbara von Wertheim

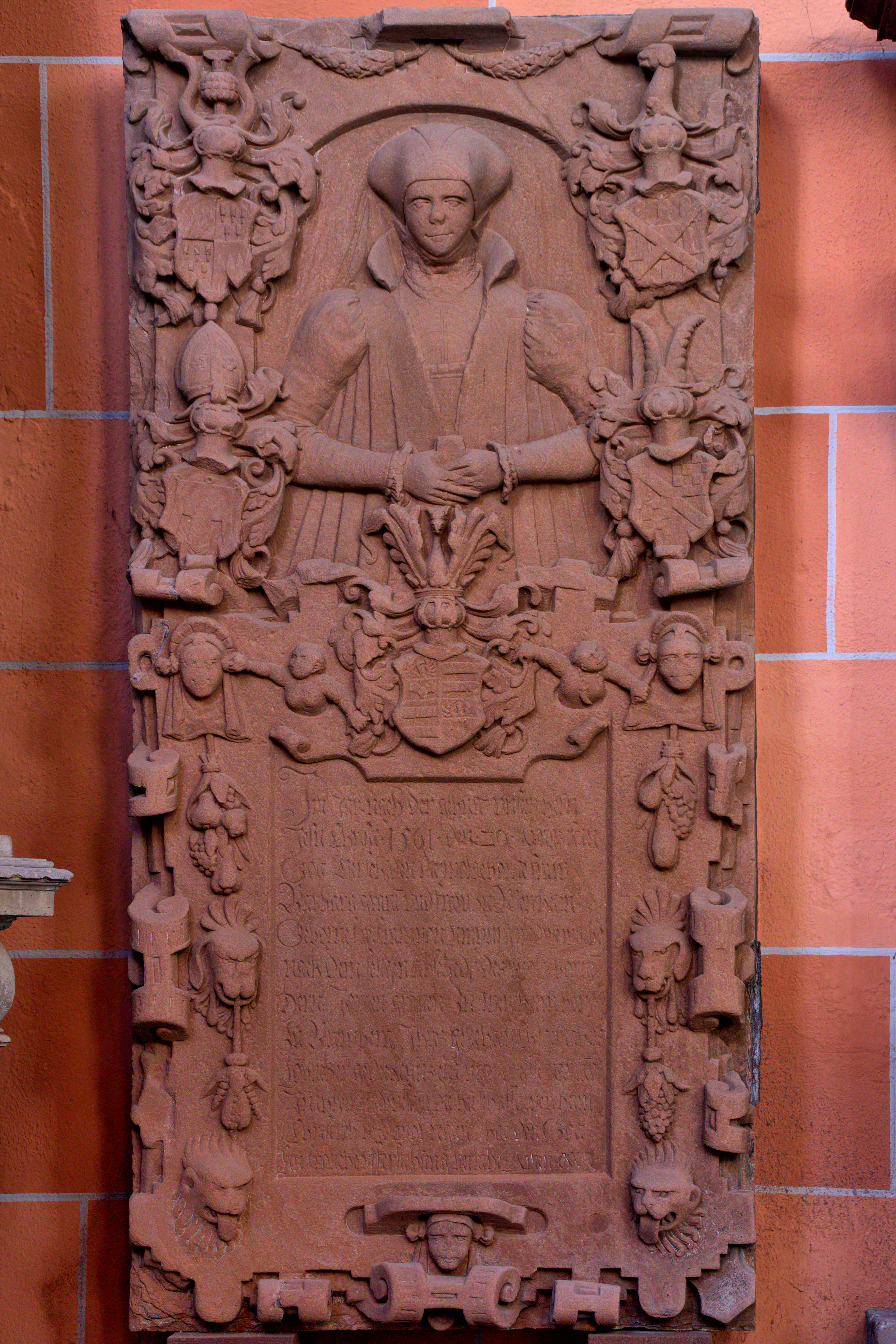
Grabplatte in der Ev. Stiftskirche zu Wertheim

Barbara von Wertheim (* 1500 in Gaildorf; † 29. April 1561) wurde als Schenkin von Limpurg geboren. Sie war die Schwester von Erasmus Schenk von Limpurg, Bischof von Straßburg, und mit Graf Georg II. von Wertheim verheiratet. Nach dessen Tod wurde sie vormundschaftliche Regentin (ab 1531) der Grafschaft Wertheim und der Herrschaft Breuberg. Sie war eine Anhängerin der Reformation der Kirche. Sie starb am 29. April 1561 und wurde in der evangelischen Stiftskirche Wertheim begraben, wo ihre Grabplatte bis heute zu sehen ist.
Die Inschrift lautet: Im Jahr nach der geburt unsers Hern / Jesu Christi 1561 den 29 Aprilis ist in / Got Verschieden die wohlgeborene fraw Barbara Graui[n] und fraw / zu Wertheim / Geborene freifraw von Limpurg welche / Nach dem seligen abschedt des wohlgeborene[n] / Hern Jorgen grauen zu Wertheim her / Zu Brewberg Ihres geliebten Ehegemahls / Löblicher gedechtnus ein und dreissig jartag / In ihrem widweleid die herschafft wertheim / Christlich und wohl regiert hat dere[n] Gott / Ein frohliche ufferstehung verleihe Amen CWR.
Das Bildnis ist von fünf Wappen eingerahmt: Links sind die Wappen von Limpurg und Werdenberg, rechts die von Oettinger und Baden-Sponheim. Über der Inschrift ist das Wappen von Wertheim-Breuberg zu sehen.

## Abstammung und Jugendjahre
Barbara von Wertheim wurde 1500 als Schenkin von Limburg geboren. Ihr Vater war Schenk Christoph von Limpurg und das Oberhaupt der Gaildorfer Linie der Schenken von Limpurg. Ihre Mutter war Gräfin Agnes von Werdenberg.
Barbara wurde noch in der traditionellen Frömmigkeit der alten Kirche erzogen und für ihre weltlichen Aufgaben dürfte sie, wie alle Kinder ihres adligen Standes, vorbereitet worden sein nach dem Motto: „Dienen lernen, um zu herrschen.“ Barbara war für eine weltliche Karriere bestimmt und das war damals die Verheiratung mit einem Reichsgrafen. Auch dafür wurden die jungen „Fräulein“ erzogen, denn eine „Edelfrau“ musste in der Lage sein, den „Haushalt“ als „Herrin“ zu führen, die Kinder entsprechend ihrem Stand erziehen und den „Hausherren“ gebührend vertreten, wenn dieser abwesend war.
Die Schulbildung dürfte bei den Schenken von Limpurg wichtig gewesen sein, denn durch ihre Domherren und Bischöfe verfügten sie über akademisches Personal, das eine solche förderte.
Mit 15 Jahren verlor Barbara ihren Vater. Er war ein geschätzter und angesehener Ritter.
Seine Frau Agnes blieb mit 12 Kindern zurück, fünf Söhnen und sieben Töchtern. Die Rolle der Mutter in Bezug auf die Vormundschaft ist nicht näher bekannt, sondern die männlichen Vertreter aus der Anverwandtschaft. Dies waren Schenk Georg von Limpurg und Graf Christoph von Werdenberg, der Bruder der Mutter. In dieser Verantwortung als „curator vnd fermunder“ traten sie gemeinsam mit dem Bruder Barbaras, Wilhelm von Limpurg, in dem späteren offiziellen „Heiratsbrief“ von Georg II. und Barbara von Limpurg auf.
Von den Töchtern ging nur Barbara eine Ehe ein. Eine beratende Funktion nahm ihr Bruder und Bischof von Straßburg, Erasmus Schenk von Limpurg, ein, an den sie sich mit so genannten „Kummerbriefen“ wandte.
In der Zimmerischen Chronik ist auch eine Art Vision Barbaras überliefert, die sie 1523 als „wunderbarliches Gesicht“ gesehen haben soll. Ein kopfloser Reiter soll „durch den Kochen“ (Kocher, der an Gaildorf vorbeifließt) geritten und dann verschwunden sein. Diese Vision wurde als Hinweis auf den Untergang der Herrschaft der Schenken von Limpurg-Gaildorf nach dem Tode ihres Vaters gedeutet. Diese Vision spiegelte auch das Schicksal der späteren Barbara von Wertheim wider, die den Tod ihres Ehegatten und Sohnes erleben musste und damit auch das Aussterben des Geschlechtes der Wertheimer in männlicher Linie.

## Ehe mit Graf Georg II. von Wertheim
Mit 28 Jahren, sehr spät für die damaligen Verhältnisse, heiratete Barbara 1528 Graf Georg II. von Wertheim.
Die Ehe Barbaras war wohl keine romantische Liebesheirat, sondern gehörte zu der damaligen adligen Familienplanung und -strategie. Ihr verstorbener Vater, Christof von Limpurg, war mit Graf Michael II., dem Vater Georg II., befreundet („vil jahr und zeit“) und die Ehe sollte als „dieselbig freundschaft vnd nachbaurlicher will zwischen baiden benanten herschafften“ verfestigen.
1529 (wohl im Oktober) bekam sie einen Sohn, Michael III.  Barbara war mit dem zweiten Kind schwanger, als unerwartet am 17. April 1530 (Ostermontag) ihr Ehemann Graf Georg II. auf Burg Breuberg starb. Einige Monate später gebar sie eine Tochter, die auch auf den Namen Barbara getauft wurde. Für ein Jahr übernahm offiziell ihr 80-jähriger Schwiegervater, Michael II., die Regentschaft bis zu seinem Tode 1531.

## Vormundschaftliche Regentin in der Reformationszeit
Bereits 1531 wurde ihr vom Kaiserlichen Reichskammergericht die vormundschaftliche Regentschaft übertragen, wobei sie in einem zweiten Schritt (24. Mai 1531) als Mitvormünder ihren Bruder Schenk Wilhelm von Limpurg und den Grafen Wilhelm IV. von Eberstein, einen Vetter ihres Ehemanns, zur Seite gestellt bekam.

## Gräfin Barbara und die Reformation
Als vormundschaftliche Regentin übernahm sie 1531 mit der Vormundschaft neben der mütterlichen Fürsorge ihrer beiden Kinder auch das geistige Erbe ihres Ehemannes Georg II. Er hatte bereits seit 1521 Schritt für Schritt in Absprache mit Martin Luther in der Kirche seines Herrschaftsbereichs Reformen eingeführt. Auch sein Vater, Michael II., der nach dem Tod Georgs II. (1530) bis zu seinem eigenen Tod 1531 die Herrschaft erneut übernommen hatte, hatte die neue geistige Positionierung des Sohnes nicht in Frage gestellt.
Georg II. und sein theologischer Berater, der ehemalige Franziskaner Johann Eberlin von Günzberg († 1533) hatten gemeinsam das Fundament gelegt. Johannes Eberlin hatte 1527/28 eine Kirchenordnung in Wertheim verfasst, die noch nach seinem Weggang nach Georgs Tod dort 1531 ihre Gültigkeit hatte. Gräfin Barbara soll befohlen haben, diese „ernstlich zuhalten biß auf diesen tage“.
Barbara hatte Johann Eberlin als treuen Berater ihres Ehemannes kennengelernt und kannte seine reformatorischen Bestrebungen. Sie orientierte sich auch an seiner Kirchenordnung, die sie 1537 auch den Pfarrern in der Herrschaft Breuberg zur Kenntnisnahme verordnete.
In ihrer Funktion als vormundschaftliche Regentin durfte Gräfin Barbara in wichtigen Angelegenheiten keine Entscheidungen treffen, bevor sie diese nicht mit ihren Mitvormündern abgesprochen hatte.
Umso überraschender ist die Tatsache, dass sie in kirchlichen Angelegenheiten in der Regel als Ansprechpartnerin der Pfarrer in zahlreichen Briefen auftauchte und sich für die Besetzung der Pfarrstellen mit reformatorischen Predigern einsetzte. Zwar ist auch im Erlass vom 14. Mai 1537 der Hinweis zu lesen, dass dieser in Absprache mit „unsern mitvormunden“ getroffen wurde, aber ihr entschlossenes und selbstständiges Eintreten für die Reformation der Kirche in der Herrschaft Breuberg war ein fester Bestandteil ihrer Kirchenpolitik.
Barbara agierte in der Folgezeit taktisch so, dass sie die Pfarrstellen mit reformatorisch gesinnten Pfarrern besetzte. Dabei ging sie behutsam vor, da es noch keine rechtliche Grundlage gab, um Pfarrer abzusetzen, die nicht bereit waren, das reformatorische Bekenntnis zu übernehmen.
Gräfin Barbara hatte bei der reformatorischen Erneuerung der Herrschaft Breuberg mit Problemen zu kämpfen, die typisch für die 1530er und 1540er Jahre in den so genannten „peripheren“ Gebieten auf dem Land waren: Mangel an reformatorischen Pfarrern, Versorgung der Pfarrfamilien, Ausbildung des theologischen Nachwuchses, Einrichtung von Schulen und Finanzierung der Lehrer, sowie der Armen- und Krankenversorgung.
Hinzu kam die Bewältigung der durch eine Seuche 1541/42 verursachten Katastrophe. Pfarrer waren wie die gesamte Landbevölkerung von den örtlichen landwirtschaftlichen Erträgen abhängig, die durch Dürre oder Überschwemmungen zu Hungersnot führen konnten. Eine solche konnte schnell zur Aufruhr in der Landbevölkerung führen. Barbara hatte bereits als Jugendliche die Bauernrevolte (Deutscher Bauernkrieg) in ihrer Heimatstadt erlebt und wusste, wie unberechenbar die Landbevölkerung sein kann, die sich ungerecht behandelt fühlte.
Es muss ihr aber gelungen sein, derartige Konflikte zu vermeiden. Es sind keine Aufstände oder Zerstörungen von Kirchen, Kirchenmobiliar und -bildern in der Grafschaft Wertheim bekannt.
Besonders die schulische Ausbildung lag Gräfin Barbara am Herzen. Es gelang ihr, Schritt für Schritt eine „ausreichende finanzielle Fundation dieser Anstalt“ zu erreichen.
In den 1540er Jahren war Barbara auch als Vormund ihres Sohnes aktiv, den sie 1544 in Begleitung seines Cousins, Christoph III. von Limpurg (1531–1574) zum Studium nach Wittenberg und Leipzig schickte. In einem erhaltenen Brief von ihr an den humanistischen Gelehrten, Professor in Leipzig und Freund Melanchthons, Joachim Camerarius, lesen wir, dass ihr Sohn bei diesem 1544 im Haus wohnte. Das war eine besondere Wertschätzung des jungen Grafen. Gräfin Barbara lud dabei Joachim Camerarius nach Wertheim ein, was dieser wohl kaum befolgt haben dürfte. Michael III. schrieb Anfang 1545 einen Brief an seinen Vormund Graf Wilhelm von Eberbach, dem er mitteilte, dass er auf Wunsch Wilhelms und seiner Mutter in zwei Monaten nach Wertheim zurückkommen werde. Die Spannungen zwischen dem Kaiser und seinen protestantischen Gegnern und die Gefahr eines Krieges schienen der Grund zum Rückruf des Grafen gewesen zu sein.
Ein Brief der Gräfin aus demselben Jahr an Philipp Melanchthon lässt erkennen, dass Barbara sich auch für den Diakon Friedrich Freiyer aus Wertheim einsetzte. Sie bat Melanchthon, diesem die theologische Ausbildung in Wittenberg zu ermöglichen. Die Gräfin war also bemüht, neben ihrem Sohn und ihrem Neffen auch andere junge Menschen nach Wittenberg zum theologischen Studium zu schicken.
Das wohl schwierigste kirchenpolitische Problem musste Gräfin Barbara nach der Niederlage des protestantischen Schmalkaldischen Bundes im Krieg 1547 gegen Kaiser Karl V. lösen. Der siegreiche Kaiser verordnete ein Reichsgesetz, das als Art Zwischenlösung (Augsburger Interim) für die gesamte Kirche gedacht war und betraf auch die Grafschaft Wertheim.
In dieser Situation verließ sich Gräfin Barbara nicht nur auf ihre Berater am Ort, sondern schrieb auch einen „Kummerbrief“ an ihren Bruder, Bischof Erasmus von Straßburg, und bat ihn um Abhilfe. Erasmus riet seiner „wolgeborenen frundlichen geliebten schwester“ die „keyserliche ordnung“ anzunehmen und die Oberhoheit der Bischöfe von Mainz und Würzburg zu akzeptieren. Anscheinend war auch für ihn die Lage völlig undurchsichtig, da der Straßburger Bischof trotz Beratung mit seinen Leuten, seiner Schwester keine genauen Ratschläge geben konnte.
Nach seiner Rückkehr aus Wittenberg und Leipzig war Michael III. nun auch in die Amtsgeschäfte einbezogen, indem er die Grafschaft auf dem Augsburger Reichstag vertrat. In diesem Rahmen wurde am 4. Oktober 1547 dem erst 18-jährigen Grafen die alte Ordnung und Satzung der Grafschaft durch den Kaiser bestätigt. Ein Jahr später wurden ihm durch den Kaiser die Reichslehen verliehen, die auch die Schutzvogtei über die Klöster und das Patronatsrecht für die Pfarreien beinhaltete.
Bereits 1550 hatte Michael III. mit Katharina zu Stolberg, einer Tochter des Grafen Ludwig zu Stolberg, die Ehe geschlossen.
Es gelang Gräfin Barbara, auch ihre Tochter Barbara 1552 in die „heilige ehe“ mit Graf Georg von Ysenburg-Büdingen zu vermitteln.
Barbara von Wertheim konnte sich nun aus der Regierung zurückziehen und das Regieren ihrem Sohn Michael III. überlassen, dem die gesamte Vormundschaft 1551 öffentlich die Regierung übertrug.
1552 wurde Gräfin Barbara noch einmal kirchenpolitisch aktiv, als sie im Sinne einer selbstbewussten Mitregentin den Truppen des Markgrafen Albrecht II. von Brandenburg-Kulmbach und seinen Verbündeten den Durchzug durch die Grafschaft ermöglichte. Dabei sprach sie von „unsers sohns herschafft“, wobei sie den Sohn als „grauen dess reichs“ einordnete. Damit erinnerte sie den Markgrafen an die Stellung des Sohnes im Deutschen Reich und verband dies mit der Pflicht, die einem Reichsgrafen auferlegt ist, sich an der Wohlfahrt des Reiches zu beteiligen.
Am 14. März 1556 starb der Sohn Graf Michael III. ohne Erben auf Burg Breuberg, da seine Tochter, die nach der Großmutter auch auf den Namen Barbara getauft wurde, nur zehn Tage nach ihrem Vater am 24. März verstarb.
Barbara von Wertheim selbst starb am 29. April 1561 und wurde im Chor der Wertheimer Stiftskirche begraben, wo ihr Grabmal an sie erinnert.
Die Tochter Barbara von Ysenburg, geb. Gräfin von Wertheim († 1600) heiratet nach dem Tod ihres Ehemanns in zweiter Ehe 1577 den Freiherrn Johann von Winneburg, der als Domherr „resignierte“ und sich der reformatorischen Bewegung anschloss. Die aufgefundenen Briefe der Tochter Barbara deuten auf eine tiefe protestantische Frömmigkeit, die nicht zuletzt auf die Erziehung und das Vorbild ihrer Mutter zurückgehen dürfte. Auch ihre Schwiegertochter, Katharina von Eberstein, verwitwete von Wertheim und geb. zu Stolberg setzte sich kurz vor ihrem Tod in ihrem Testament 1598 für die Erhaltung der „augsburgischen Konfession“ in der Tradition ihres Schwiegervaters Georg II., ihres ersten Ehemannes, Michael III., und ihres Vaters, Ludwig zu Stolberg, ein. Das deutet auf ein historisches Bewusstsein für die reformatorische Tradition in der Grafschaft Wertheim Ende des 16. Jahrhunderts hin, die ohne das mutige, kluge und überzeugende Wirken der Gräfin Barbara von Wertheim undenkbar wäre. Sie mag auch heute Frauen als Vorbild gelten, die sich gerne mit den Anfängen der reformatorischen Bewegung beschäftigen.